# 金喜善
金喜善（韩语： Kim Hee-Seon，1977年6月11日—），韩国女演员。

## 個人簡介

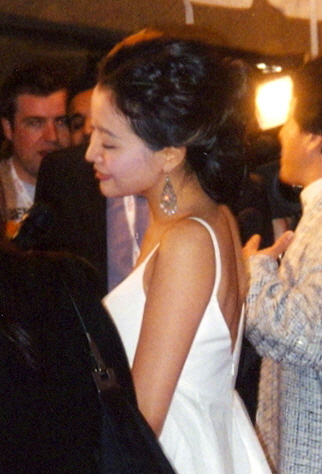
2005年參加多倫多電影節電影《神話》的宣傳

金喜善高中二年級時曾參加韓國青春美少女大賽，並開始在電視上演出。年仅16岁的她第一部演出的電視劇是1993年播出的《恐龍先生》（공룡선생）。其後她在1997年KBS的《求婚》、《婚紗》，SBS的《可愛先生》、《漢城奇緣》，MBC的《再見我的愛》、《妙手情天》等人氣電視劇演出，打響了在韓國國內的知名度，有「韓國第一美女」的稱號。
1995年，金喜善進入韓國中央大學演劇映畫學系就讀，2005年2月10日畢業。
從她在1997年演出的第一部電影《敗者復活傳》開始，近年来，金喜善專注電影事業，Lee Kwang-hoon導演隨後在1999年安排她擔任《鬼之戀》的女主角。金喜善最廣為人知的電影角色為她在武俠片《飛天舞》的演出，在這部2000年出品及在中國大陸取景的高成本電影中，金喜善飾演一位蒙古將軍的女兒，並愛上與她是青梅竹馬的俠士。儘管她在電影中的演出受到不少批評，但是《飛天舞》依然把金喜善的名字帶到中國大陸等海外市場。在2001年她改變戲路，並剪短頭髮，在電影《戀愛素描》中飾演一位動畫師。雖然電影的票房不太理想，但她的演出普遍受到讚賞。 
金喜善于2007年10月19日與比她大3歲的中小企業家朴周英結婚，并于2009年生下女兒；其父亲于2018年12月1日過世。

## 影視作品

### 電視劇

#### 1990年代
- 1993年：SBS《恐龍先生（朝鲜语：공룡선생 (드라마)）》
- 1994年：KBS《春香傳》飾演 成春香
- 1995年：SBS《李家事Christie》
- 1995年：KBS《風之子（朝鲜语：바람의 아들）》
- 1995年：KBS《澡堂老闆家的男人們（朝鲜语：목욕탕집 남자들）》飾演 金秀京
- 1996年：KBS《顏色》— 第1話：白色
- 1996年：KBS《遙遠的國度（朝鲜语：머나먼 나라）》
- 1997年：KBS《求婚(又譯：背後的男人/Propose)》
- 1997年：SBS《紐約故事》
- 1997年：KBS2《婚紗(又譯：雙色婚紗)》飾演 金杜娜
- 1998年：MBC《天涯海角》飾演 韓舒姬
- 1998年：SBS《可愛先生（朝鲜语：미스터Q）》
- 1998年：MBC《妙手情天（朝鲜语：해바라기 (드라마)）》
- 1999年：SBS《漢城奇缘（又譯：番茄/忽然情人）》飾演 李寒伊 (港譯：李寒兒)
- 1999年：MBC《泡沫愛情（朝鲜语：안녕 내 사랑）（又譯：再見我的愛）》飾演 徐妍珠

#### 2000年以後
- 2003年：SBS《窈窕淑女》
- 2005年：MBC《悲傷戀歌》飾演 朴蕙仁
- 2006年：SBS《再次微笑》飾演 吳丹希
- 2012年：SBS《信義》飾演 柳恩修
- 2014年：KBS《真是好時節》飾演 車海媛
- 2015年：MBC《憤怒的媽媽》飾演 趙強子
- 2016年：湖南衛視《幻城》飾演 蓮姬
- 2017年：JTBC《有品位的她》飾演 禹雅珍
- 2018年：tvN《NINE ROOM》飾演 乙智海儀
- 2020年：tvN《Drama Stage 2020－丈夫有了金喜善》飾演 金喜善（特別出演）
- 2020年：SBS《Alice》飾演 尹泰伊
- 2022年：MBC《還有明天》飾演 具戀[1]
- 2022年：Netflix《再婚上流》飾演 徐慧升
- 2024年：MBC《我們，家》饰演 卢英媛

### 電影
- 1997年：《敗者復活傳（朝鲜语：패자부활전 (영화)）》
- 1999年：《鬼之戀（朝鲜语：자귀모）》
- 1999年：《百合花》
- 2000年：《飛天舞（朝鲜语：비천무）》
- 2001年：《戀愛素描（朝鲜语：와니와 준하）》
- 2003年：《探访火星的男人（朝鲜语：화성으로 간 사나이）》
- 2005年：《神話》
- 2011年：《战国》
- 2023年：《絕對味覺情人》
- 2024年: 《傳說》

## 綜藝節目
- 1993年5月2日－1993年6月20日：《SBS人氣歌謠》（與裴哲秀（朝鲜语：배철수）共同主持）
- 2013年2月19日－2013年10月1日：《話神-支配心靈者》（與申東燁、尹鍾信共同主持）
- 2017年5月22日－2017年12月18日：O'live／tvN《島劍客》[2](與姜鎬童及鄭容和（CNBLUE）共同主持)
- 2018年2月12起－2018年4月2日：Olive與tvN《TALKMON》[3][4]（第五集起加入主持群，並與姜鎬童共同主持）
- 2021年7月12日－2021年9月6日：tvN《牛島酒店》（與卓在勳、劉台午、文世潤、Kai共同主持）
- 2024年5月16日－ ：tvN《一起吃飯吧 》（與李秀根、李恩姬、金泳勳共同主持）

## 得獎經歷
- 1995年 KBS演技大賞 - 新人賞
- 1996年 第32屆百想藝術大賞 - 電視部門女子新人演技賞
- 1996年 KBS演技大賞 - 女子優秀演技獎
- 1997年 KBS演技大賞 - 人氣賞
- 1998年 SBS演技大賞 - 大賞
- 1998年 MBC演技大賞 - 人氣賞
- 2000年 第36屆百想藝術大賞 - 電視部門女子人氣賞
- 2000年 第21屆青龍電影獎 - 人氣明星獎
- 2000年 SBS演技大賞 - SBSi獎、Big Star獎
- 2001年 第22屆青龍電影獎 - 人氣明星獎
- 2002年 第38屆百想藝術大賞 - 電影部門女子人氣賞
- 2003年 第1屆安德烈·金最佳明星獎 - 明星獎
- 2005年 納稅人之日 - 國務總理表彰獎
- 2005年 中央大學 - 功勞獎
- 2007年 第3屆安德烈·金最佳明星獎 - 明星獎
- 2009年 第4屆安德烈·金最佳明星獎 - 明星獎
- 2012年 第20屆大韓民國文化演藝大賞  - 電視部門女子最優秀演技獎
- 2014年 第3屆APAN Star Awards - 長篇電視劇女子最優秀演技獎
- 2015年 亚洲影响力东方盛典 - 亚洲影响力魅力人物獎
- 2015年 第4屆APAN Star Awards - 中篇電視劇女子最優秀演技賞
- 2015年 MBC演技大賞 - 十大明星賞
- 2016年 第5屆APAN Star Awards - 最佳APAN明星賞
- 2017年 第2屆亞洲明星盛典 - 演員部門大賞
- 2021年 第7屆APAN Star Awards - 迷你劇 女子最優秀演技賞(《Alice》)

## 外部連結
- 金喜善在互联网电影资料库（IMDb）上的資料（英文）
- 金喜善的Instagram帳戶
- 金喜善的X（前Twitter）
- 金喜善的Cyworld （页面存档备份，存于）